# ملعب شهيد باهنر
ملعب شهيد باهنر (بالفارسية: استاديوم شهید باهنر) هو ملعب متعدد الأغراض، يقع مقره في وسط مدينة كرمان، إيران، افتتح في عام 2007 بسعة 15 ألف متفرج، الملعب هو مقر نادي مس كرمان، اسم الملعب مأخوذ من اسم رئيس الوزراء الإيراني السابق محمد جواد باهنر الذي اغتيل عام 1981.